# Santo Tomás Chiconautla
Santo Tomás Chiconautla es una localidad situado al noroeste del municipio de Ecatepec de Morelos, su nombre proviene del nahuatl y es uno de los 9 pueblos fundadores de Ecatepec.